# Historia świętego Antoniego
Historia świętego Antoniego – włoski telewizyjny film biograficzny z 2002, przedstawiający życiorys św. Antoniego z Padwy.

## Fabuła
Młody Portugalczyk, Fernando, jest rycerzem. Pewnego dnia, staje do pojedynku ze swoim przyjacielem, którego następnie bardzo poważnie rani. Poczuwa się on do winy i ofiarowuje się Bogu, prosząc Go o ocalenie życie dogorywającego przyjaciela. Gdy Bóg spełnia jego prośbę, Fernando wstępuje do zakonu i przyjmuje imię Antoni. Od tej pory młody zakonnik postanawia poświęcić całe swoje życie Bogu oraz pracy misyjnej. Prosi współbraci o możliwość wyjazdu do ziemi Saracenów aby móc nawracać niewiernych. Niestety, statek, na którym tam płynie, wpada w potężną burzę, która zmusza go do przybicia do brzegów Sycylii. Mimo tego niepowodzenia, brat Antoni nie rezygnuje z dalszej misji głoszenia słowa Bożego, czyni też na swej drodze wiele cudów.

## Obsada
- Daniele Liotti jako Święty Antoni
- Enrico Brignano jako Giulietto
- Glauco Onorato jako Martino
- Vittoria Puccini jako Teresa

i inni